# レオナルド・ガマーリョ・ジ・ソウザ
レオ・ガマーリョ（Léo Gamalho）ことレオナルド・ガマーリョ・ジ・ソウザ（ポルトガル語: Leonardo Gamalho de Souza、1986年1月30日 - ）は、ブラジルのサッカー選手。ポジションはFW。

## クラブ歴
2005年にSCインテルナシオナルのトップチームに昇格して選手となり、2006年にボタフォゴFRに移籍したのを皮切りに多数のクラブを転々とした。
2009年3月に瀋陽東進足球倶楽部に加入。2010年に上海浦東中邦足球倶楽部に移籍した。
その後はブラジルに戻ったが、2018年に浦項スティーラースに移籍しアジアに復帰した。